# Кляшево (Чишминський район)
Кля́шево (рос. Кляшево, башк. Келәш) — село у складі Чишминського району Башкортостану, Росія. Входить до складу Аровської сільської ради.
Населення — 560 осіб (2010; 583 у 2002).
Національний склад:
- татари — 93 %